# Dia Internacional de les Llengües de Signes
| Francesa →Americana →Russa →Txeca Danesa Sueca | Alemanya Vietnamita Àrab Indo-Pakistanesa Xinesa | Japonesa Britànica Sud-africana Llengües allades Sense dades |

Classificació de les famílies de llengües de signes

El Dia Internacional de les Llengües de Signes va ser fixat el dia 23 de setembre per les Nacions Unides, per promoure la conscienciació sobre la importància de les llengües de signes i per a la plena realització dels drets humans de les persones sordes.
El 19 de desembre de 2017 l'Assemblea General de les Nacions Unides, en la Resolució 72/161, va proclamar el 23 de setembre Dia Internacional de les Llengües de Signes, commemorat tots els anys a partir de 2018. La data es va triar en record de la constitució de la Federació Mundial de Sords, que tingué lloc el 23 de setembre de 1951.